# Ogenne-Camptort
Ogenne-Camptort é uma comuna francesa na região administrativa da Nova Aquitânia, no departamento dos Pirenéus Atlânticos. Estende-se por uma área de 11,58 km². Em 2010 a comuna tinha 250 habitantes (densidade: 21,6 hab./km²).